# Det Danske Luftfartselskab

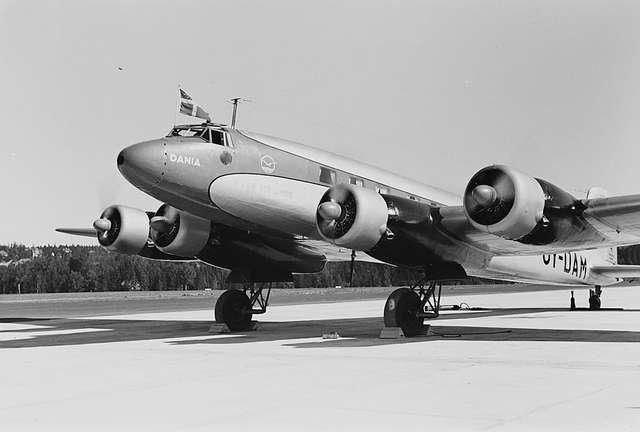
Dania, en Focke-Wulf Fw 200 på Fornebu.

Det Danske Luftfartselskab eller DDL var ett danskt flygbolag som etablerades som självständigt aktiebolag den 29 oktober 1918. DDL blev det första civila flygbolaget i Danmark. DDL fusionerade 1946 med de övriga nationella flygbolagen i Skandinavien och bildade SAS.